# Schrägaufzug Göhren
| Schrägaufzug |                     |                         |                         |
| Streckenlänge: | 0,1 km              |                         |                         |
| Spurweite: | 1000 mm (Meterspur) |                         |                         |
| Maximale Neigung: | 839.1 ‰             |                         |                         |
| Streckengeschwindigkeit: | 7,2 km/h            |                         |                         |
| |                     |                         |                         |
| \| \| 0,000 \| Bergstation Ortszentrum \| Bergstation Ortszentrum \| \| \| 0,099 \| Talstation Nordstrand \| Talstation Nordstrand \| |                     |                         |                         |
| Haltepunkt / Haltestelle Streckenanfang                                                                                               | 0,000               | Bergstation Ortszentrum | Bergstation Ortszentrum |
| Haltepunkt / Haltestelle Streckenende                                                                                                 | 0,099               | Talstation Nordstrand   | Talstation Nordstrand   |

Der Schrägaufzug Göhren ist ein Schrägaufzug im Seebad Göhren in Mecklenburg-Vorpommern.

## Lage und Geschichte
Der Schrägaufzug verbindet die Bergstation im Ortszentrum mit der Talstation Nordstrand in der Nähe des Bahnhofes. Der Fahrpreis beträgt pro Person 1 Euro (Stand Sept. 2024), der an den Kassenautomaten an der Berg- und der Talstation entrichtet wird.
Der Schrägaufzug wurde 2014 an den Hang gebaut und im Oktober 2015 eröffnet.

## Technische Daten
Der Aufzug wurde von der Firma ABS Transportbahnen errichtet. Er besitzt eine schräge Länge von 99,22 Metern, welche eine Höhendifferenz von 29,64 Metern mit einer Gradiente von 14,7° bis 40° überwindet, wobei die Neigung der Kabine mit einer hydraulischen Niveauregelung gesteuert wird. Der Aufzug fährt auf Rundschienen mit einer Spurweite von 1000 mm.
Die Kabine verfügt über ein Fassungsvermögen von 12 Personen und hat eine maximale Geschwindigkeit von 2 Metern pro Sekunde. Die maximale Verkehrsleistung beträgt 170 Personen pro Stunde und Richtung.

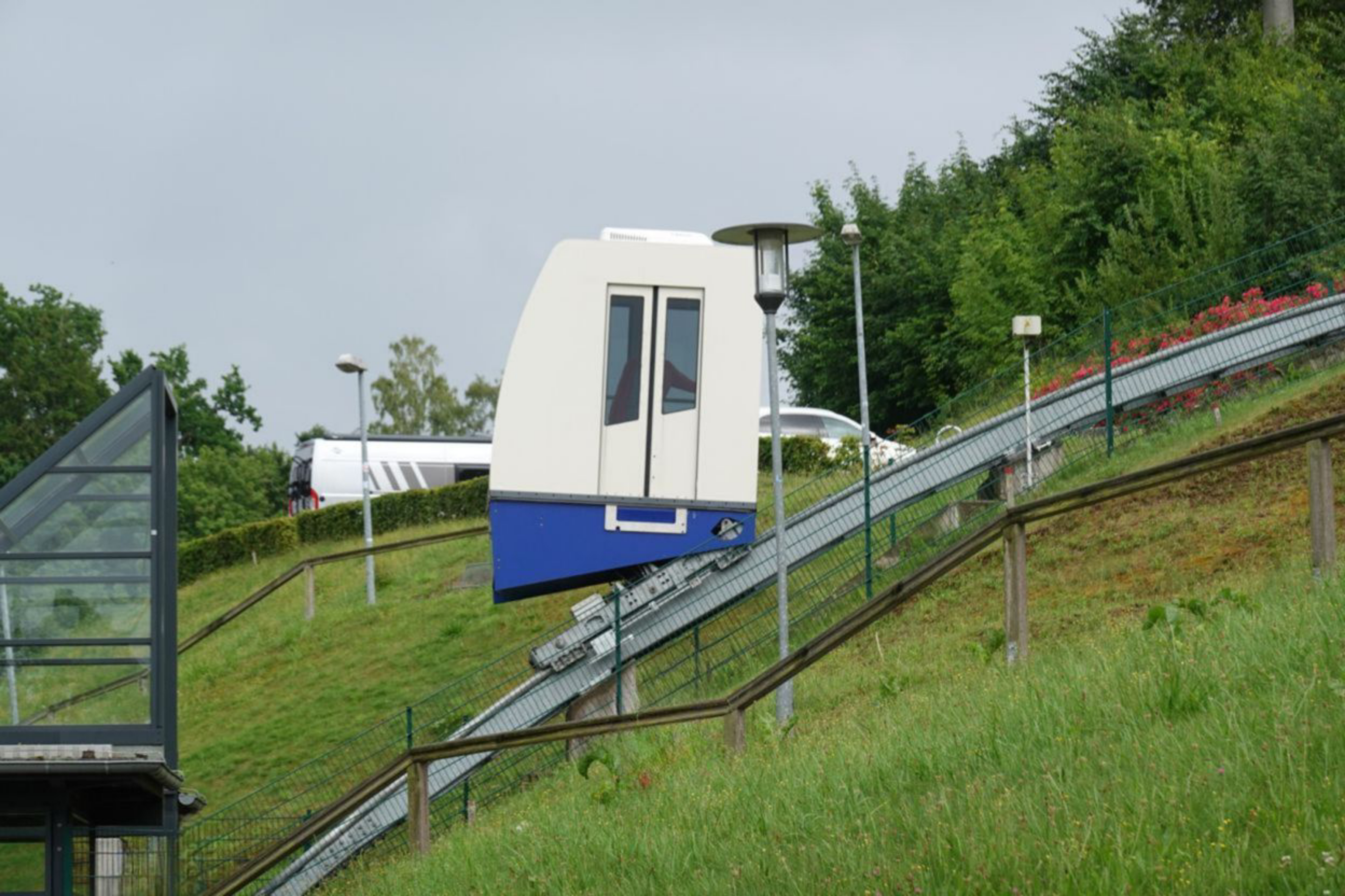
Kabine bei der Talstation
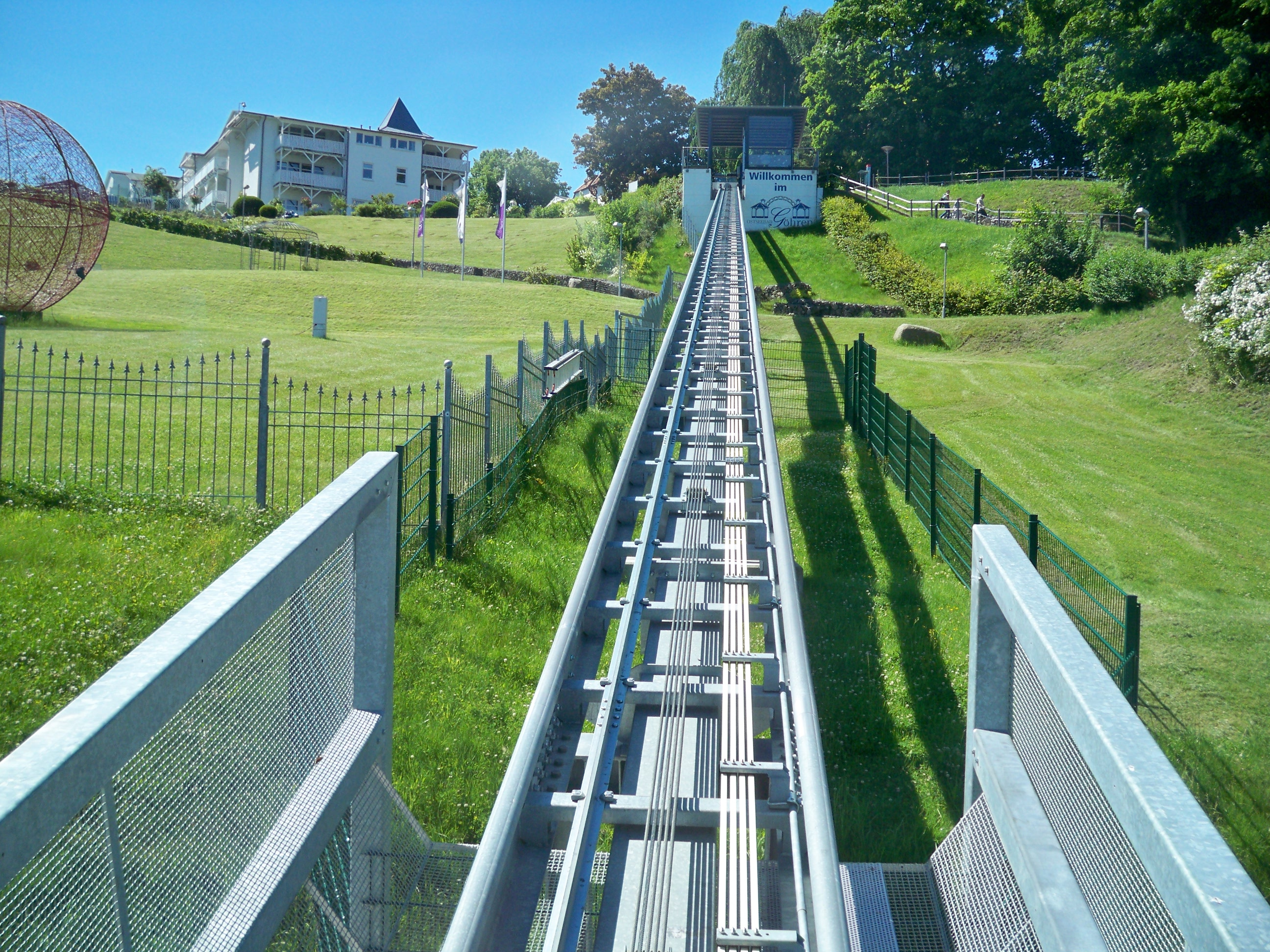
Blick von der Talstation
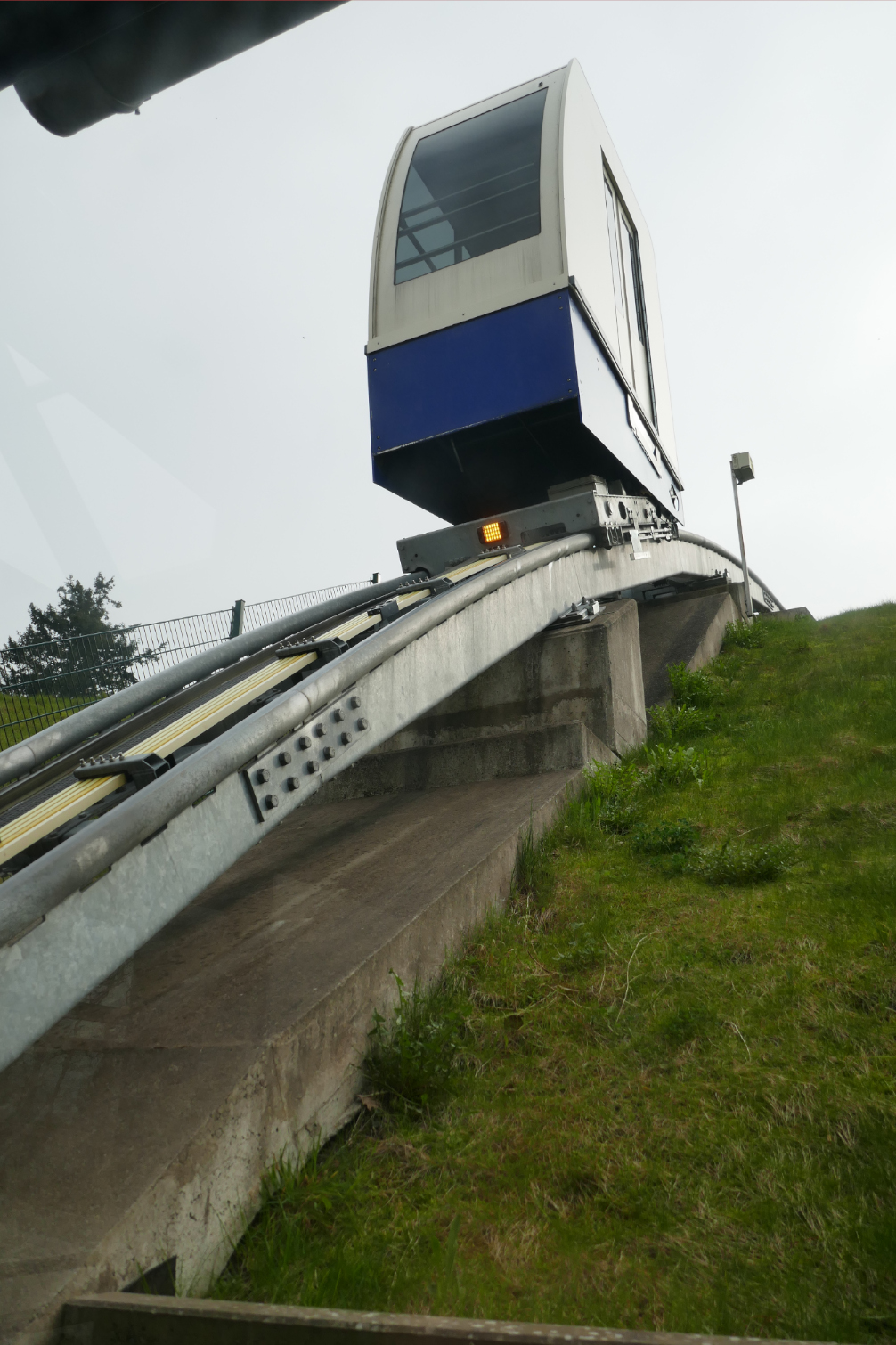
Niveauregelung der Kabine